# Lovorvišnja
Lovorvišnja (zelenčica, zelenče, lovor trešnja, lat. Prunus laurocerasus) otporan je vazdazeleni grm iz porodice ružovki (Rosaceae), visine i širine do 1,5 m. Listovi su uski i dugi 10 cm, glatki, tamnozeleni. Sitni bijeli cvjetovi pojavljuju se na dugim drškama. Sadi se kao živa ograda, ali i pojedinačno. Ako se formira kao živa ograda treba imati na umu da se zbog redovnog obrezivanja vjerojatno neće nikada pojaviti cvjetovi na živici lovorvišnje. Interesantno je i da lovorvišnja ne pripada porodici lovorovki (lauraceae), već ružama (pobliže, rodu prunus).
Svi djelovi biljke su otrovni, sadrže amigdalin koji se razgrađuje u cijanovodičnu kiselinu, daje miris po bademima, a trovanje njom izaziva povraćanje, lupanje srca, gušenje i smrt. Toksičnim glikozidima u lišću štiti se od biljoždera.

## Vanjske poveznice
- Prunus laurocerasus  Arhivirana inačica izvorne stranice od 5. studenoga 2015. (Wayback Machine)